# دوموازال (طائرة)

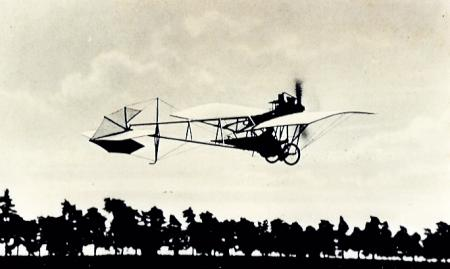
طائرة دوموازال في وضعية طيران

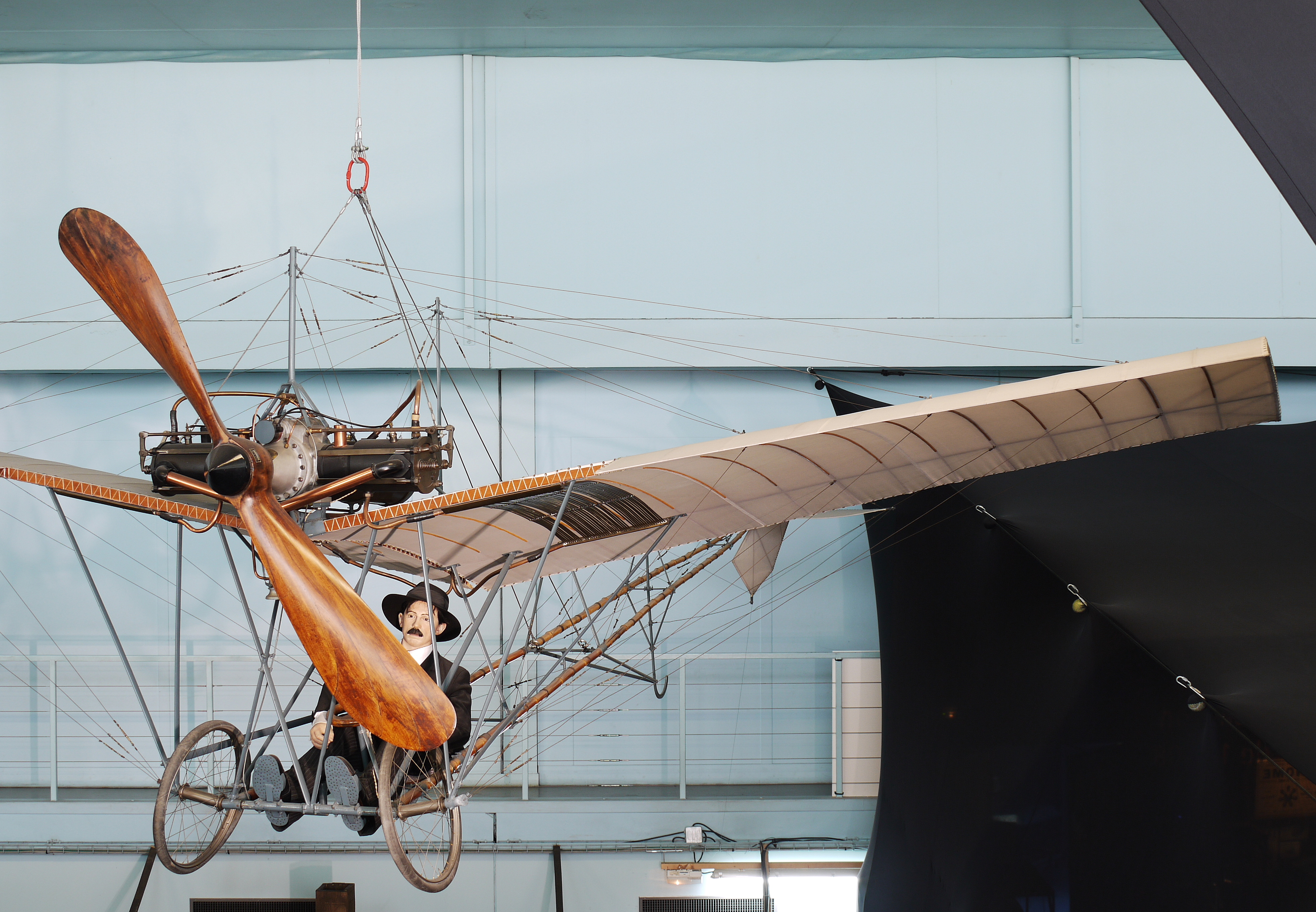
طائرة دوموازال رقم 21 مع محرك توأم ذو إسطوانة مسطحة ب30 حصان تبرد بالمياه، سنة 1909، موجودة في متحف الجو و الفضاء لو بورجيه.

طائرة دوموازال هي أول طائرة خفيفة في مجال الطيران، صنعت من قبل المهندس ألبرتو سانتوس دومون. تزن هذه الطائرة أقل من 60 كغ، وعمودها الفقري مصنوع من الخيزران و طوله حوالي 8 أمتار، وتم صناعة الجناحين من الشوح مغطى بالقماش الحريري.
هذا النموذج كان المشروع رقم 19 للسعر في الكيلومتر. كانت أول رحلة افتتاحية في 16 نوفمبر 1907 في إيسي لو مولينو في باريس في فرنسا. مجهزة بمحرك ذو اثنين من الإسطوانات الأفقية دوثايل و شالمارز بقوة 18 و 20 حصان.

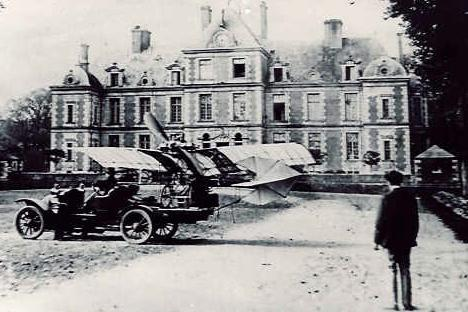
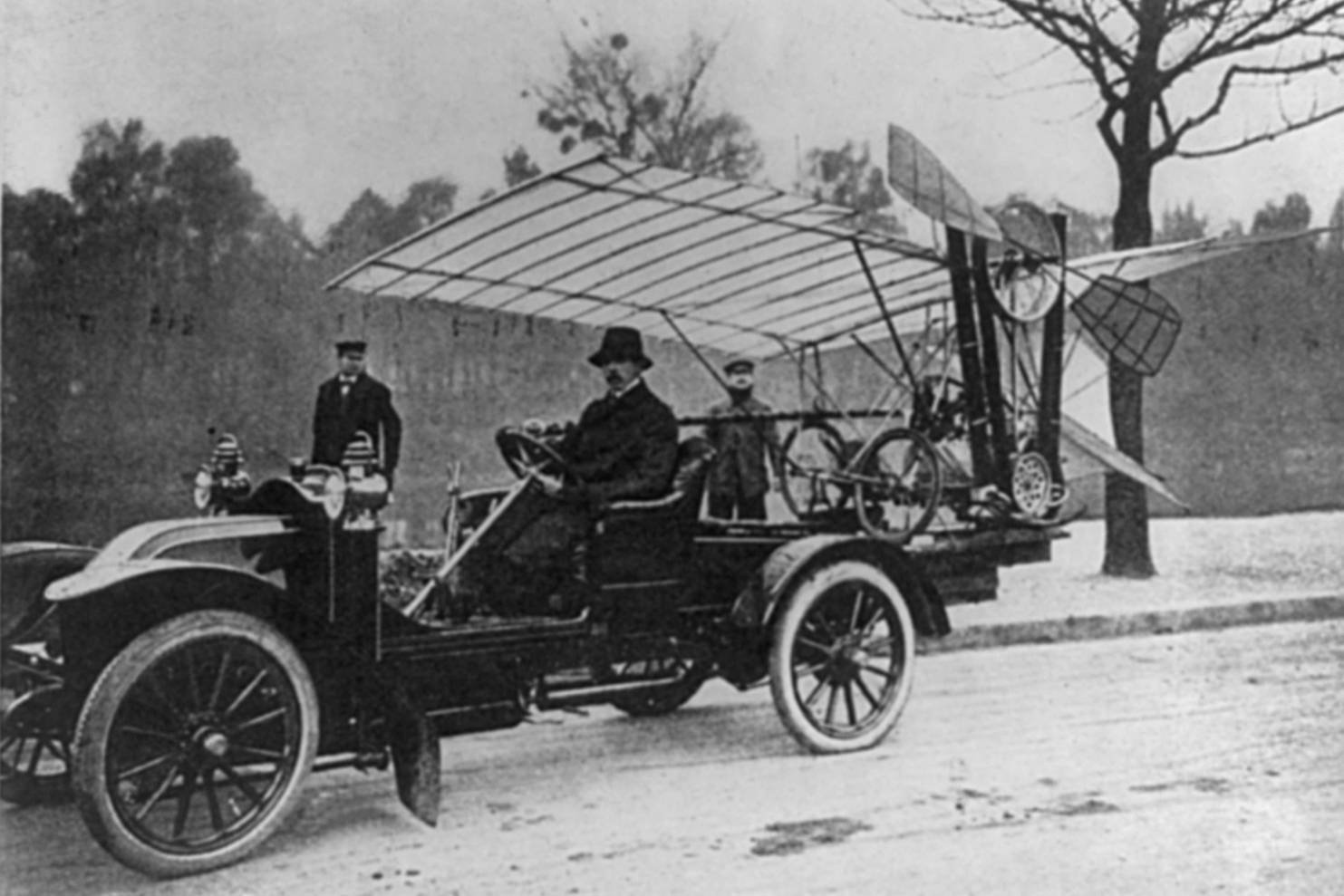

## روابط خارجية
- خريطة الطائرة على موقع أفياتكنو
- الألات الطائرة لسانتوس دومون ء الكاتب جيرارد هاتمان